# 永井由佳里
永井 由佳里（ながい ゆかり）は、日本の情報学者、哲学者。国立大学法人北陸先端科学技術大学院大学理事・副学長、日本創造学会会長、日本学術会議会員。

## 人物・経歴
熊本県立済々黌高等学校を経て、1986年武蔵野美術大学造形学部視覚伝達デザイン学科卒業。1990年武蔵野美術大学大学院造形学研究科デザイン専攻修士課程修了、造形学修士。1999年筑波技術短期大学デザイン学科講師。2002年千葉大学大学院自然科学研究科博士後期課程修了、博士（学術）。
2004年筑波技術短期大学デザイン学科助教授。同年北陸先端科学技術大学院大学助教授。2007年北陸先端科学技術大学院大学准教授。2009年シドニー工科大学Ph.D.。2011年北陸先端科学技術大学院大学教授。2014年北陸先端科学技術大学院大学知識科学研究科長。
2016年北陸先端科学技術大学院大学副学長（教育改革担当）、北陸先端科学技術大学院大学イノベーションデザイン国際研究センター長。2018年日本学術会議連携会員。2019年北陸先端科学技術大学院大学理事（研究・国際担当）・副学長。2020年日本創造学会理事長。2023年日本創造学会会長、日本学術会議会員。専門は情報学、哲学。

## 受賞
- Excellent Contribution賞, デザインソサエティ 2002[10]
- 優秀論文賞, Design Computing and Cognition 2006[10]
- The Best Paper Award, KICSS , 2016[10]
- Top 10 % Paper Award, The Design Society, ICDC Programme Committee 2018[10]
- Best Presentation Award, KICSS2018 , 2018[10]
- Best Paper Award, KICSS2019, 2019[10]
- The Most Read Paper Award ,International Journal of Design Creativity and Innovation 2019[10]
- 芸術工学会奨励賞 2020[10]